# Arrondissement de Mortain
L'arrondissement de Mortain est un ancien arrondissement du département de la Manche, créé le 17 février 1800 et supprimé le 10 septembre 1926. Les cantons furent rattachés à l'arrondissement d'Avranches.

## Historique
Il est créé en 1800. Il est supprimé par le décret du 10 septembre 1926 et les cantons le composant furent rattachés à l'arrondissement d'Avranches.

## Composition
Il comprenait les cantons de Barenton, Isigny-le-Buat, Juvigny-le-Tertre, Mortain, Saint-Hilaire-du-Harcouët, Saint-Pois, Sourdeval et Le Teilleul.

## Le Conseil d'arrondissement
| Canton                    | Identité     | Commune domicile   | Qualité              |
| ------------------------- | ------------ | ------------------ | -------------------- |
| Barenton                  | Béchet       | Barenton           | Maire                |
| Isigny-le-Buat            | Guérin       | Le Mesnil-Thébault | Maire                |
| Juvigny-le-Tertre         | Turquetil    | Reffuveille        | Maire                |
| Le Teilleul               | Malon        | Le Teilleul        | Docteur, maire       |
| Mortain                   | Buisson      | Mortain            | Ancien pharmacien    |
| Saint-Hilaire-du-Harcouët | Lucas        | Lapenty            | Maire                |
| Saint-Hilaire-du-Harcouët | Geslin       | Les Loges-Marchis  | Maire                |
| Saint-Pois                | Martinet     | Coulouvray         | Maire                |
| Sourdeval                 | Victor Bazin | Sourdeval          | Conseiller municipal |

## Sous-préfets
| Période          | Période           | Identité                           | Fonction précédente                                   | Observation                                                                |
| ---------------- | ----------------- | ---------------------------------- | ----------------------------------------------------- | -------------------------------------------------------------------------- |
|                  |                   |                                    |                                                       |                                                                            |
| 10 janvier 1848  | 24 janvier 1849   | Charles Grachet                    | Secrétaire général de la préfecture de Saône-et-Loire | Nommé sous-préfet de Domfront                                              |
|                  |                   |                                    |                                                       |                                                                            |
| 9 mai 1852       | 15 décembre 1856  | Augustin Lempereur de Saint-Pierre |                                                       | Nommé sous-préfet de Dole                                                  |
|                  |                   |                                    |                                                       |                                                                            |
| 6 janvier 1874   | 24 mai 1876       | Henri Gignoux de Bernède           | Sous-préfet de Gex                                    | Nommé sous-préfet de Montfort                                              |
| 24 mai 1876      | 30 décembre 1877  | Jacques Peyran                     | Sous-préfet de Montfort                               | Nommé sous-préfet de Ploërmel                                              |
| 25 juillet 1878  | 23 novembre 1880  | Adolphe Maillot                    | Sous-préfet de Châteaudun                             | Nommé sous-préfet d'Argentan                                               |
| 23 novembre 1880 | 14 novembre 1886  | Gustave Poisson                    | Conseiller de préfecture du Pas-de-Calais             | Nommé secrétaire général de la préfecture d'Ille-et-Vilaine                |
| 14 novembre 1886 | 22 mars 1889      | Jules Fleury                       | Sous-préfet de Marvejols                              | Mis en disponibilité sur sa demande                                        |
| 22 mars 1889     | 21 octobre 1895   | Georges Salanson                   | Conseiller de préfecture de la Manche                 | Nommé secrétaire général de la préfecture de Vaucluse                      |
| 21 octobre 1895  | 16 mars 1898      | Eugène Ménard                      | Conseiller de préfecture de la Manche                 | Retraite                                                                   |
| 16 mars 1898     | 31 mars 1905      | Emmanuel Borromée                  | Chef de cabinet du préfet de la Manche                | Nommé secrétaire général de la préfecture de la Manche                     |
| 31 mars 1905     | 24 avril 1915     | Joseph Godefroy                    | Chef de cabinet du préfet de la Mayenne               | Nommé sous-préfet de Valognes                                              |
| 24 avril 1915    | 18 avril 1917     | Georges Chenu                      |                                                       | Appelé sur sa demande à d'autres fonctions                                 |
| 18 avril 1917    | 8 août 1918       | Jean Défossé                       | Conseiller de préfecture de Maine-et-Loire            | Nommé secrétaire général de la préfecture des Ardennes                     |
| 17 août 1918     | 22 octobre 1920   | Jean Défossé                       | Secrétaire général de la préfecture des Ardennes      | Nommé sous-préfet de Baugé                                                 |
| 22 octobre 1920  | 9 février 1926    | Pierre Fouache                     | Attaché au cabinet du ministre de l'Intérieur         | Nommé sous-préfet de Coutances                                             |
| 9 février 1926   | 10 février 1926   | Eugène Dumoulin                    | Chef de cabinet du préfet de Seine-et-Oise            | Mis à la disposition du préfet de Seine-et-Oise                            |
| 10 février 1926  | 22 septembre 1926 | Pierre Tainturier                  | Chef de cabinet du préfet de l'Indre                  | Rattaché à la préfecture de la Manche à la fermeture de la sous-préfecture |